# Satomi Suzuki
Satomi Suzuki (鈴木聡美?, Suzuki Satomi; Onga, 29 gennaio 1991) è una nuotatrice giapponese specializzata nella rana.

## Palmarès
- Giochi olimpici

Londra 2012: argento nei 200m rana, bronzo nei 100m rana e nella 4x100m misti.
- Campionati panpacifici

Irvine 2010: bronzo nella 4x100m misti.
Tokyo 2018: bronzo nei 200m rana.
- Giochi asiatici

Canton 2010: argento nei 100m rana e nella 4x100m misti e bronzo nei 50m rana.
Incheon 2014: oro nei 50m rana.
Giacarta 2018: oro nei 50m rana, nei 100m rana e nella 4x100m misti.
Hangzhou 2023: argento nei 50m rana e nei 100m rana.
- Campionati asiatici

Tokyo 2016: oro nei 50m rana.
- Universiadi

Shenzen 2011: bronzo nei 100m rana, nei 200m rana e nella 4x100m misti.